# Prunus padifolia
Prunus padifolia là loài thực vật có hoa trong họ Hoa hồng. Loài này được (Greene) A. Nelson miêu tả khoa học đầu tiên năm 1911.